# Mantouxtest

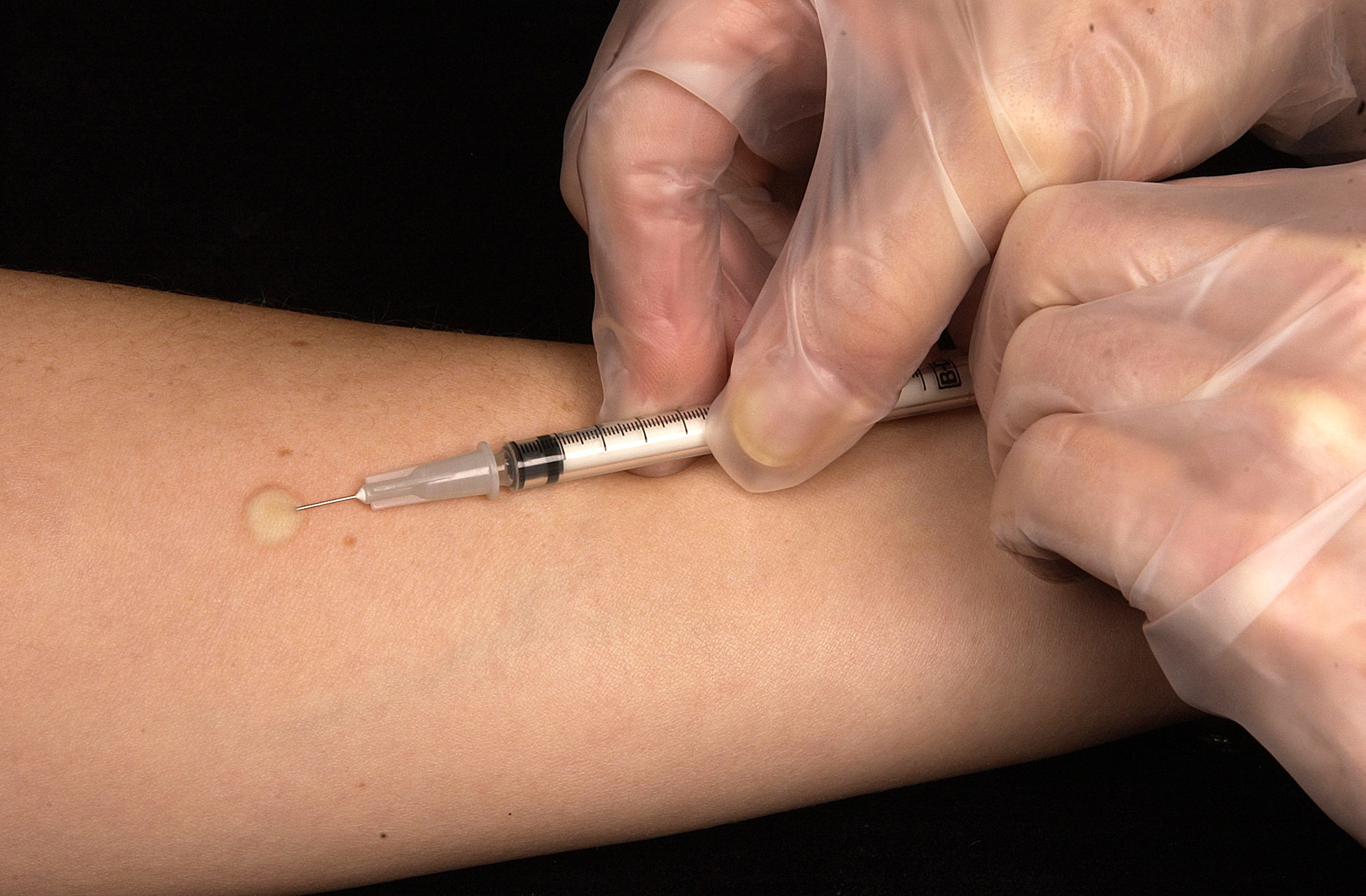
Bij de Mantouxtest wordt 0,1 ml tuberculine in de huid gespoten.

De mantouxtest is een test die meestal wordt gebruikt om een besmetting met tuberculosebacteriën vast te stellen. Vergelijkbare testen zijn de Von Pirquet (de "krasjes"), de Heaf test (tot voor kort de standaardtest in het Verenigd Koninkrijk) en de Tine test. Bij deze methoden wordt tuberculine op een andere manier toegediend dan bij de methode die is ontwikkeld door de Fransman Charles Mantoux en Felix Mendel. De tuberculinehuidtest volgens de methode van Mantoux blijkt het betrouwbaarst te zijn. 
De test is vergelijkbaar met een allergietest: een kleine hoeveelheid tuberculine (een niet-infectueus extract van de tuberculosebacillen) wordt in de huid ingespoten en na 3 tot 5 dagen wordt gecontroleerd of het lichaam hierop gereageerd heeft: er ontstaat dan een bultje. Deze reactie is het gevolg van een zogenaamde type IV-allergie. Tegenwoordig wordt meestal PPD-S gebruikt; PPD staat voor Purified Protein Derivative, de S verwijst naar dr. Florence Barbara Seibert die een methode heeft ontwikkeld om tuberculine te zuiveren. In onder meer Nederland wordt sinds 1997 PPD-RT23 gebruikt voor de mantouxtest. 
Het lichaam reageert alleen als het eerder in contact is geweest met de tuberculosebacterie of met bacteriën die erop lijken. Hoe heftiger de reactie van het lichaam, des te waarschijnlijker is het dat iemand besmet is met tuberculose.
Vroeger werden ook testen gedaan met "tuberculine" dat gemaakt werd uit andere mycobacteriën dan de tuberculosebacterie. In Nederland heette dat de HAS-test. Hierbij werd op de onderarm driemaal boven elkaar een krasje in de huid gemaakt met tuberculine verkregen van verschillende mycobacteriën. HAS staat voor Humaan, Avium en Scrofulaceum. Omdat onduidelijk was wat de uitslag van deze test betekent, is hij in onbruik geraakt. Mycobacterium avium en M. scrofulaceum zijn atypische mycobacteriën.
- Men kan door de mantouxtest geen tuberculose krijgen, de tuberculosebacil zelf wordt niet ingespoten.
- Als men eerder tuberculose heeft gehad en hiervoor behandeld is of men is vanzelf genezen, kan de mantouxtest niet gebruikt worden om vast te stellen of er nu (weer) sprake is van besmetting met tuberculose, het immuunsysteem is er dan al op ingesteld om te reageren tegen tuberculine, ook als er geen (levende) tuberculosebacillen aanwezig zijn (fout-positieve reactie). Onder voorwaarden is na een eerdere BCG-vaccinatie met behulp van de mantouxtest met vrij grote zekerheid vast te stellen of iemand besmet is met tuberculosebacteriën. Iemand die een positieve mantouxreactie heeft, kan best zonder het ooit gemerkt te hebben een primaire tuberculose hebben doorgemaakt en hier spontaan van genezen zijn; dit was 100 jaar geleden eerder regel dan uitzondering. Bij mensen geboren voor ongeveer 1945 zal de mantouxtest daarom nogal eens al positief zijn door een besmetting in de kinderjaren. Om dezelfde reden zal bij volwassen immigranten uit gebieden waar veel tuberculose voorkomt, vaak een positieve mantoux worden gevonden, waar het onder Nederlanders van dezelfde leeftijd nauwelijks zal voorkomen.
- Als het immuunsysteem niet goed werkt, kan de mantouxtest minder betrouwbaar zijn. Het kan dan zijn dat het lichaam niet reageert op het aanwezige tuberculine, omdat de cellen die moeten reageren niet goed werken, terwijl je mogelijk wel besmet bent met tuberculose (fout-negatieve reactie). Ook kan de mantouxtest negatief zijn als men lijdt aan tuberculose. Dat is dan een fout-negatieve uitslag. Bij pleuritis tuberculosa is de mantoux bij circa 40% van de patiënten negatief. De mantouxtest is daarom alleen een hulpmiddel bij de diagnose van tuberculose en tuberculosebesmettingen.